# Walther Heinrich Vogt
Walther Heinrich Vogt (geb. 4. Juni 1878 in Breslau; gest. 4. September 1951 in Kiel) war ein deutscher germanistischer und skandinavistischer Mediävist. Er promovierte 1903 an der Schlesischen Friedrich-Wilhelms-Universität zu Breslau, 1921 erfolgte die Habilitation. Von 1921 bis 1946 war er Direktor für Germanische Philologie, Literaturwissenschaft, Nordische Philologie am Nordischen Institut der Kieler Universität. 

## Publikationen
- Die Wortwiederholung: ein Stilmittel im Ortnit und Wolfdietrich A und in der mittelhochdeutschen Spielmannsepen Orendel, Oswald u. Salman u. Morolf, Neuauflage: Hildesheim/New York: Olms, 1977, ISBN 978-3-487-06174-0
- Die Pula zwischen Kultrede und eddischer Wissensdichtung, Göttingen: Vandenhoeck & Ruprecht, 1942 (Digitalisat)
- Altnorwegens Urfehdebann und der Geleitschwur: Tryggđamál und Griđamál; Form- u. Stoffgeschichte; Die Wortlaute; Übersetzungen, Weimar: Böhlau, 1936
- Kleine Erzählungen aus Landnámabók und Morkinskinna, Halle: Niemeyer, 1935
- Deutsche Islandforschung 1930. Zwei Teile. Hirt, Breslau 1930.
- Der Kultredner (= Stilgeschichte der eddischen Wissensdichtung, Bd. 1). Hirt, Breslau 1927.